# Natalja Nikolajewna Nagorskaja

Natalja Nikolajewna Nagorskaja

Natalja Nikolajewna Nagorskaja (russisch Наталья Николаевна Нагорская; * 1. Augustjul. / 13. August 1895greg. in Kiew; † 1983 in Chimki) war eine russisch-sowjetische Künstlerin, Ethnographin und Forschungsreisende.

## Leben
Nagorskaja, Tochter eines Kollegienrats (6. Rangklasse), besuchte in Kiew das Funduklei-Mädchengymnasium (erstes Mädchengymnasium im russischen Reich) mit Abschluss 1911. 1912 erhielt sie das Recht, als Lehrerin tätig zu sein. Darauf studierte sie 1913–1917 an der Kiewer Kunstschule bei A. P. Prachowa, O. O. Ionasson und Fedir Krytschewskyj. Auch besuchte sie das Privatatelier Alexandra Exters.
Nach Oktoberrevolution und Bürgerkrieg ging Nagorskaja 1921 nach Moskau und studierte an den Höheren Künstlerisch-Technischen Werkstätten bei Wladimir Faworski, Alexander Osmjorkin und Pawel Pawlinow.
1924 ging Nagorskaja nach Nowonikolajewsk (ab 1926 Nowosibirsk) und arbeitete als Künstlerin bei einer Zeitung. 1926 wurde sie Mitarbeiterin des Nowosibirsker Heimatmuseums. Während dieser Zeit beteiligte sie sich an Expeditionen in Sibirien. Im Altai   suchte sie die Altgläubigen am Tscharysch auf, die sie 1927 wieder besuchte. Sie erforschte Bergschorien, Chakassien und die Narym-Region. Von diesen Reisen brachte sie viele Fotos, Zeichnungen, Aquarelle und eine Sammlung von Kulturgegenständen der sibirischen Völker mit.
Nagorskaja war Gründungsmitglied und Sekretärin der Künstlergesellschaft Neusibirien und beteiligte  sich an der Organisation des ersten sibirischen Künstlerkongresses 1927. Nach der  Chakassien-Reise sorgte sie für die Wiederbelebung des Kunsthandwerks und organisierte 1928 einen Stickerinnen-Artel. 1932 wurde sie Mitglied des Künstlerverbands der UdSSR.
Während des Deutsch-Sowjetischen Kriegs war Nagorskaja Bühnenbildnerin der aus dem blockierten Leningrad nach Nowosibirsk evakuierten Philharmonie.
Nagorskaja lehrte bildende Kunst im Volkskunst-Haus. Auch arbeitete sie in der Nowosibirsker Kunstgalerie mit. 1961 wurde sie pensioniert. 1980 ließ sie sich in der Nähe Moskaus nieder. Ihre Werke werden in Nowosibirsk im Kunstmuseum und im Heimatmuseum aufbewahrt, wo sich auch ihre wissenschaftlich wertvollen Expeditionstagebücher befinden.
Nagorskaja war mit dem Impressionisten Alexei Woschtschakin (1898–1937) verheiratet, der während des Großen Terrors erschossen wurde.